# Dušan Makavejev

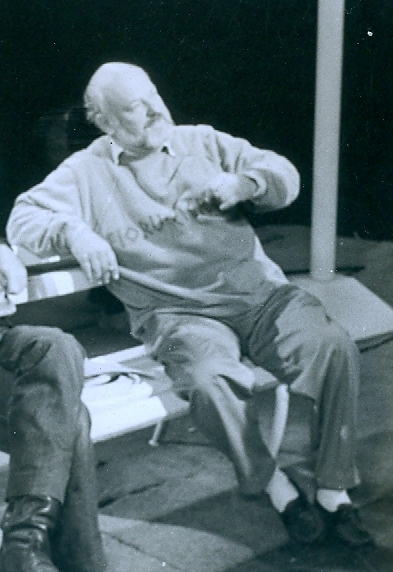
Dusan Makavejev, 1989

Dušan Makavejev (serbisch-kyrillisch Душан Макавејев; * 13. Oktober 1932 in Belgrad; † 25. Januar 2019 ebenda) war ein jugoslawischer bzw. serbischer Filmregisseur.

## Leben
Makavejev studierte Psychologie und drehte zunächst Dokumentarfilme, ab 1965 Spielfilme, die dem Novi Film zuzurechnen waren. Für seinen Film Unschuld ohne Schutz erhielt er auf der Berlinale 1968 einen Silbernen Bären. Nach diesem  Erfolg lud ihn Festivalleiter Alfred Bauer zur Berlinale 1970 als Jurymitglied ein. Bei dieser Berlinale sorgte er für Aufregung, als er nach der Premiere des Films o.k. von Michael Verhoeven und dem Rücktritt von Jurypräsident George Stevens vor die Presse trat und von Zensur sprach. Die Jury trat wenig später komplett zurück und es gab bei dieser Berlinale keine Preisträger.
Makavejevs 1971 gedrehter Film WR – Mysterien des Organismus über die Theorien von Wilhelm Reich wurde in Jugoslawien zunächst verboten, in den 1980er Jahren aber wieder zugelassen. Makavejev wanderte in den frühen 1970er Jahren in die USA aus und lehrte an der Harvard University.

## Selbstbeschreibung
Über seine Art, Filme zu machen, sagte Makavejev, dass „ein Guerilla jede Waffe nutzen darf, die ihm zur Verfügung steht: Pflastersteine, Kugeln, Slogans, Musik. Genauso ist es mit Film. Wir können benutzen, was uns in die Hände fällt: Fiktion, Dokumentationen, Kulturfilme, Werbung. Es kommt nicht auf den Stil an. Man muss sich das Überraschungsmoment zunutze machen.“

## Filme (Auswahl)
- 1965: Der Mensch ist kein Vogel (Čovek nije tica)
- 1966: Ein Liebesfall (Ljubavni slučaj ili tragedija službenice P.T.T.)
- 1968: Unschuld ohne Schutz (Nevinost bez zaštite)
- 1971: WR – Mysterien des Organismus (W.R - Misterije organizma)
- 1974: Sweet Movie (Sweet Movie)
- 1981: Die Ballade von Lucy Jordan (Montenegro eller Pärlor och Svin)
- 1985: Coca Cola Kid (The Coca Cola Kid)
- 1988: Manifesto (Manifesto)
- 1992: Gorilla bathes at Noon
- 1996: Danske piger viser alt

## Interview
- Jugoslawische Ambivalenzen (Interview) in: »1968« in Jugoslawien. Studentenproteste und kulturelle Avantgarde zwischen 1960 und 1975. Gespräche und Dokumente, hrsg. von Boris Kanzleiter und Krunoslav Stojaković, 2008 (ISBN 978-3-8012-4179-7), S. 160–168